# ÖFB-Supercup
La ÖFB-Supercup era una competizione calcistica in cui si affrontavano in una gara unica i campioni d'Austria e i vincitori della ÖFB-Cup. Inaugurata nel 1986, si svolse annualmente (generalmente a luglio) fino al 2004. Assunse la denominazione commerciale di max. Supercup dal 1999 al 2001 e quella di T-Mobile Supercup dal 2002 al 2004. L'edizione del 2005 fu cancellata per mancanza di date disponibili, dopodiché la manifestazione fu soppressa.
Non esisteva una norma fissa per l'organizzazione della gara, infatti solo sette edizioni su 19 furono disputate in casa dei campioni nazionali. Gli stadi che hanno ospitato più volte la manifestazione sono l'Alpenstadion (oggi Franz Fekete) di Kapfenberg, il Tivoli di Innsbruck e l'Arnold Schwarzenegger (oggi Liebenau) di Graz, con 3 edizioni ciascuno.
La squadra che detiene il record di successi è l'Austria Vienna (6), seguita da Red Bull Salisburgo, Rapid Vienna e Sturm Graz (3).
Nell'eventualità che la stessa squadra conquistasse campionato e coppa nella stessa stagione (double), disputava la supercoppa la finalista perdente di ÖFB-Cup. Tale evenienza si è verificata ben sette volte, nel 1986, 1987, 1989, 1992, 1999, 2003 e 2004. Nel 2002 il campione nazionale Tirol Innsbruck, scomparso per fallimento, fu sostituito dai vice-campioni dello Sturm Graz.
Nel 2006 la manifestazione venne sostituita da un'All-Star Game tra le selezioni di Bundesliga e Erste Liga (3-3 il risultato), nel 2007 non è stato disputato nemmeno quest'ultimo, mentre nel 2008 i campioni nazionali del Rapid Vienna e l'Horn, vincitore della ÖFB-Amateurcup 2007-2008, hanno disputato una edizione non ufficiale del trofeo, vinta per 7-1 dai viennesi.

## Albo d'oro
| Anno | Campione         | Risultato            | Finalista        | Luogo                           |
| ---- | ---------------- | -------------------- | ---------------- | ------------------------------- |
| 1986 | Rapid Vienna     | 3-1                  | Austria Vienna   | Gerhard Hanappi, Vienna         |
| 1987 | Rapid Vienna     | 2-1                  | Swarovski Tirol  | Gerhard Hanappi, Vienna         |
| 1988 | Rapid Vienna     | 1-1 (dts) 4-2 (dtr)  | Kremser SC       | Sepp Doll, Krems an der Donau   |
| 1989 | Admira Wacker M. | 1-1 (dts) 4-1 (dtr)  | Swarovski Tirol  | Tivoli, Innsbruck               |
| 1990 | Austria Vienna   | 5-1                  | Swarovski Tirol  | Linzer Stadion, Linz            |
| 1991 | Austria Vienna   | 3-0                  | Stockerau        | Alte Au, Stockerau              |
| 1992 | Austria Vienna   | 1-1 (dts) 6-5 (dtr)  | Admira/Wacker    | Wr. Neustädter, Wiener Neustadt |
| 1993 | Austria Vienna   | 1-1 (dts) 4-2 (dtr)  | Wacker Innsbruck | Birkenwiese, Dornbirn           |
| 1994 | Salisburgo       | 2-1                  | Austria Vienna   | Alpenstadion, Kapfenberg        |
| 1995 | Salisburgo       | 2-1                  | Rapid Vienna     | Alpenstadion, Kapfenberg        |
| 1996 | Sturm Graz       | 1-0                  | Rapid Vienna     | Alpenstadion, Kapfenberg        |
| 1997 | Salisburgo       | 1-0                  | Sturm Graz       | Linzer Stadion, Linz            |
| 1998 | Sturm Graz       | 4-0                  | Ried             | Wörthersee, Klagenfurt          |
| 1999 | Sturm Graz       | 1-1 (dts) 6-5 (dtr)  | LASK Linz        | Arnold Schwarzenegger, Graz     |
| 2000 | Grazer AK        | 2-0                  | Tirol Innsbruck  | Tivoli, Innsbruck               |
| 2001 | Kärnten          | 0-0 (dts) 10-9 (dtr) | Tirol Innsbruck  | Tivoli, Innsbruck               |
| 2002 | Grazer AK        | 3-0                  | Sturm Graz       | Arnold Schwarzenegger, Graz     |
| 2003 | Austria Vienna   | 2-1                  | Kärnten          | Franz Horr, Vienna              |
| 2004 | Austria Vienna   | 1-1 (dts) 5-3 (dtr)  | Grazer AK        | Arnold Schwarzenegger, Graz     |

## Vittorie per club
| Club             | Vittorie | Sconfitte | Anni vittorie                      | Anni sconfitte                     |
| ---------------- | -------- | --------- | ---------------------------------- | ---------------------------------- |
| Austria Vienna   | 6        | 2         | 1990, 1991, 1992, 1993, 2003, 2004 | 1986, 1994                         |
| Rapid Vienna     | 3        | 2         | 1986, 1987, 1988                   | 1995, 1996                         |
| Sturm Graz       | 3        | 2         | 1996, 1998, 1999                   | 1997, 2002                         |
| Salisburgo       | 3        | -         | 1994, 1995, 1997                   |                                    |
| Grazer AK        | 2        | 1         | 2000, 2002                         | 2004                               |
| Kärnten          | 1        | 1         | 2001                               | 2003                               |
| Admira Wacker M. | 1        | 1         | 1989                               | 1992                               |
| Wacker Innsbruck | -        | 6         | -                                  | 1987, 1989, 1990, 1993, 2000, 2001 |
| Kremser SC       | -        | 1         | -                                  | 1988                               |
| Stockerau        | -        | 1         | -                                  | 1991                               |
| Ried             | -        | 1         | -                                  | 1998                               |
| LASK Linz        | -        | 1         | -                                  | 1999                               |